# Wilkes-Station
Koordinaten: 66° 15′ S, 110° 32′ O

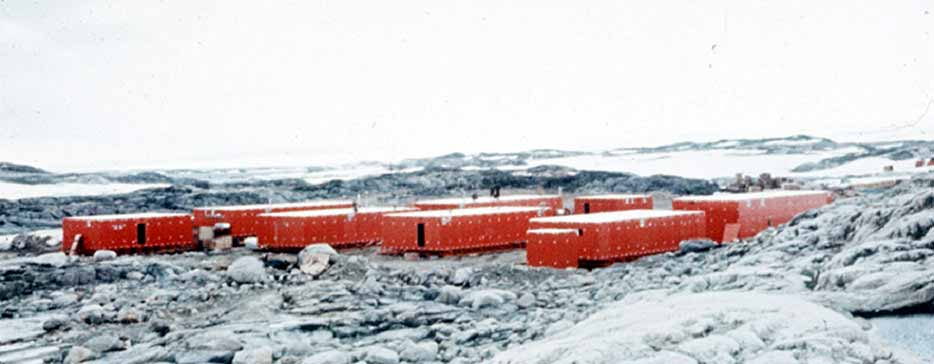
Die Gebäude der Wilkes-Station im Jahr 1957

Die Wilkes-Station war eine US-amerikanische, ab 1959 australische Forschungsstation an der Budd-Küste des ostantarktischen Wilkesland.

## Geschichte
Die Wilkes-Station wurde 1957 anlässlich des Internationalen Geophysikalischen Jahres auf dem Stonehocker Point der Clark-Halbinsel mit einer geplanten Betriebsdauer von zwei Jahren errichtet. Namensgeber war der US-amerikanische Polarforscher Charles Wilkes (1798–1877), Leiter der United States Exploring Expedition (1838–1842). Im Jahr 1959 übernahm Australien den Betrieb der Station, die noch bis 1961 formal in US-amerikanischen Besitz verblieb. 1969 wurde die Station aufgegeben, nachdem sie seit 1964 durch Versickerung von Treibstoff zunehmend zu einer Feuergefahr geworden war. An ihre Stelle trat die in einer Entfernung von rund 2 km errichtete Casey-Station. Die Gebäude der Wilkes-Station sind heute größtenteils von Eis und Schnee verschüttet.